# Build & Race: Motor Stars
Build & Race: Motor Stars (European Racers in America del Nord) è un videogioco del 1993 per DOS. Prodotto da Revell, il titolo includeva un kit del modello di una Porsche 911. Del gioco era prevista una conversione per Sega Mega CD, mai pubblicata.